# Scolelepis marionis
Scolelepis marionis är en ringmaskart som beskrevs av William Roy Branch 1998. Scolelepis marionis ingår i släktet Scolelepis och familjen Spionidae. Inga underarter finns listade i Catalogue of Life.